# Kellison
Kellison war eine US-amerikanische Automarke.

## Markengeschichte
Jim Kellison gründete das Unternehmen Kellison Engineering and Manufacturing in Folsom in Kalifornien. Dies war je nach Quelle 1954 oder 1959. Er begann 1959 mit der Produktion von Automobilen und Kit Cars. Der Markenname lautete Kellison. 1969 verließ oder schloss Jim Kellison das Unternehmen und gründete später Kelmark Engineering.
Kellison Inc. aus Lincoln setzte die Produktion unter Beibehaltung des Markennamens bis 1972 fort.
Eine Quelle nennt außerdem die Firmierung Grand Prix Sports and Racing. Dies war laut einer anderen Quelle eine in den 1960er Jahren gegründete divisionale Organisation für Rennwagen für den Formelsport.

## Fahrzeuge
Das erste Modell J-4 war mit 990 mm Höhe auffallend flach. Das Fahrgestell des Coupés hatte einen Radstand von 2487 mm.
Der folgende Roadster J-2 hatte ein längeres Fahrgestell eines amerikanischen Herstellers.
Der Roadster K-2 auf einem VW-Fahrgestell und das Coupé K-3 auf einem MG-Fahrgestell waren wieder kürzer.
Außerdem wird ein einfacher Leiterrahmen genannt, der von Chuck Manning entworfen wurde.
In den 1960er Jahren wurden J-2 und J-4 in Panther umbenannt.
Später folgten VW-Buggies.
Kellison fertigte eine der ersten Nachbildungen des Ford GT 40. Zur Wahl standen ein spezielles Monocoque für V8-Motoren, aber auch das Fahrgestell vom VW Käfer.
Außerdem entstanden Nachbildungen von Corvette, Jaguar D-Type, Jaguar E-Type und Lotus Elite sowie Hot Rods.